# Kingachi
Kingachi (auch Kitirima Kingachi) ist ein Verwaltungsbezirk (Ward) des Distrikts Rombo in der tansanischen Region Kilimandscharo.

## Geografie
Kingachi liegt im Nordosten von Tansania, 45 Kilometer Luftlinie nordöstlich von Moshi an der Grenze zu Kenia.
Der Bezirk grenzt im Nordosten und Osten an Kenia, im Süden an Kirongo Samanga, im Westen an Kitirima, im Nordwesten an Ubetu Kahe und im Norden an Reha. Er hat eine Fläche von 21,9 Quadratkilometern und bei der Volkszählung 2022 lebten hier 8266 Menschen in 2013 Haushalten.

## Gliederung
Kingachi besteht aus drei Gemeinden (Mtaa) mit acht Orten (Kitongoji):
| Kingachi - Uroho - Komboko - Serikalini | Leto - Mokoro - Tangwa - Urangata | Usongo - Usongo - Ndameni |

## Wirtschaft und Infrastruktur
- Gesundheit: in Kingachi liegt eine staatliche Apotheke.[7]
- Bildung: Die Mramba Secondary School ist eine staatliche, weiterführende Tagesschule für Mädchen und Burschen mit einer Ausbildung bis zur 4. Stufe.[8]